# Дуализм (философия)
Дуали́зм (от лат. dualis — двойственный) — свойство некоторой теории или концепции, согласно которому в ней неразрывно сосуществуют два начала (силы, принципа, природы), несводимые друг к другу или даже противоположные.
Дуализм противопоставляется монизму — воззрению, согласно которому разнообразие объектов в конечном счёте сводится к единому началу или субстанции, а также плюрализму, в соответствии с которым существует множество сил, принципов и начал.

## Типы дуализма

### Онтологический дуализм
Онтологический дуализм делает двойные (гетерогенные) утверждения о природе существования сознания и материи. Он может быть разделен на три различных типа:
1. Субстанциальный дуализм (англ. substance dualism) утверждает, что сознание и материя (тело) — принципиально различные субстанции, существующие независимо друг от друга.
2. Дуализм свойств (англ. property dualism) предполагает, что онтологическое различие заключается в различиях между свойствами сознания и материи (как в эмерджентизме).
3. Предикатный дуализм (англ. predicate dualism) говорит о несводимости ментальных предикатов к физическим предикатам.

### Гносеологический дуализм
Гносеологический (эпистемологический) дуализм известен также как репрезентационизм — философская позиция в эпистемологии, согласно которой наш сознательный опыт не является самим реальным миром, а внутренним представлением, миниатюрной виртуально-реальной копией мира.
Примерами эпистемологического дуализма являются бытие и мышление, предмет и объект, «данное в чувствах» (англ. sense datum) и вещи-в-себе[что?].

### Антропологический дуализм
Концепция, подчёркивающая противоположность души и тела. Не сводится к дуализму сознания и тела.

### Метафизический дуализм
Метафизический дуализм в философии рассматривает использование двух непреодолимых и разнородных (гетерогенных) начал, чтобы объяснить всю реальность или какой-то её широкий аспект.
Примерами метафизического дуализма являются Бог и мир, материя и дух, тело и сознание, добро и зло. Манихейство является самой известной формой метафизического дуализма.

### Религиозный дуализм
См. дуализм в религии.

### Этический дуализм
Этический дуализм относится к практике абсолютного зла и исключительно к определённой группе людей, игнорирующих или отрицающих свою собственную способность к совершению зла.
Другими словами, этический дуализм в основном изображает существование двух взаимно враждебных вещей, одна из которых представляет собой происхождение всего доброго, а другая — всего зла.

## Дуалистические взгляды ментальнойкаузальности

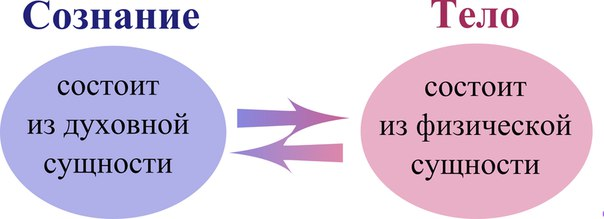
Дуализм, проблема разума и тела

Проблема сознания и тела является постоянной проблемой в философии сознания и в метафизике, относительно природы отношений между разумом (или сознанием) и физическим миром.
В этом разделе в рамках философии сознания идет речь о каузальной (причинной) связи между свойствами и состояниями предмета изучения, а не о его субстанциях или предикатах. Состояние состоит из совокупности всех свойств, которые изучаются. Таким образом, каждое состояние описывает только один отрезок времени.
Исторические формы пропетивного дуализма:
- Интеракционизм.
- Нередуктивный физикализм.
- Эпифеноменализм.
- Параллелизм.
- Картезианство.
- Окказионализм.

### Интеракционизм илиинтеракционистский дуализм
Дуализм порождает проблемы отношений материального и духовного, физического и психического. Одной из таких проблем является вопрос о каузальности этих сущностей: каково направление причинной связи, обуславливает ли физическое в мозге психические процессы или, наоборот, или каузальность в этом случае двунаправленна. Декарт придерживался второй позиции, называемой интеракционизмом. Физические процессы в мозге влияют на ментальные явления, и наоборот психические события являются причиной физических процессов.

## Исторический обзор
Философскому дуализму предшествуют представления, выраженные в дуалистических мифах.

## Дуализм в философии
Западные дуалистические философские традиции (на примере Декарта) приравнивают разум к самосознанию и теоретизируют на основе дуализма разума и тела. Напротив, некоторые восточные философские системы провели метафизическую линию между сознанием и материей, где материя включает в себя и тело, и сознание.
В философии науки дуализм часто ссылается на дихотомию между «субъектом» (наблюдателем) и «объектом» (наблюдаемым). Дуализм в философии науки К. Поппера относится к «гипотезе» и «опровержению» (например, экспериментальное опровержение). Это понятие также относится к политической философии Поппера.

### Дуализм в философии сознания

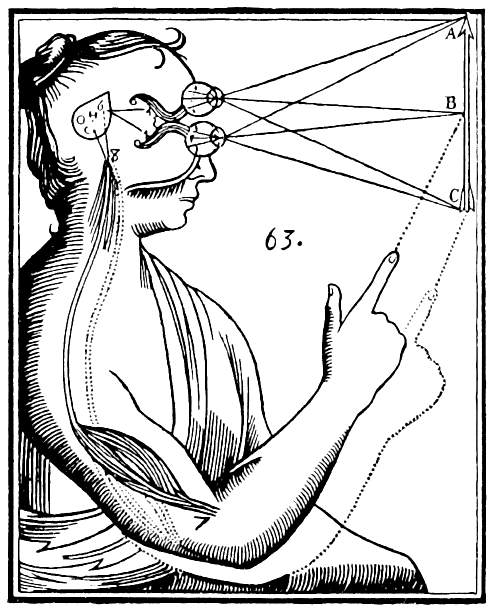
Дуализм души и тела в философии учёного Рене Декарта.

В философии сознания дуализм  охватывает набор представлений о взаимосвязи между сознанием и материей, между субъектом и объектом, и противопоставляется другим положениям, таким как физикализм и энактивизм, проблема разума и тела.

#### Субстанциальный или картезианский дуализм
В философии сознания дуализм — это дуализм души и тела, точка зрения, согласно которой сознание (дух — нематериальный ресурс) и материя (физическое тело — материальный ресурс) представляют собой две взаимодополняющие и равные по значению субстанции. Как правило, основывается на общефилософском дуализме. Основоположниками являются Аристотель и Декарт. Это классический вид дуализма — субстанциальный или картезианский дуализм. Материальное и идеальное различаются в своих фундаментальных свойствах. Материальные предметы занимают определённое положение в пространстве, имеют форму, характеризуются массой, духовные феномены субъективны и интенциональны.
Другой формой дуализма, не признающего существование особой духовной субстанции, является дуализм свойств (качеств). Согласно дуализму свойств, не существует духовной субстанции, но мозг, как материальное образование, обладает уникальными, особыми свойствами (качествами) — которые порождают психические феномены.

#### Эпифеноменализм
Эпифеноменализм отрицает каузальную роль психических сущностей в отношении физических процессов. Такие психические явления как намерения, мотивы, желания, восприятия не имеют никакого влияния на физические процессы и могут рассматриваться как побочные, сопутствующие процессы — эпифеномены — по отношению к происходящим в мозге каузальным событиям нейронных взаимодействий. Таким образом психические явления — это то, каким образом человек чувствует обуславливающие его поведение события нейронных взаимодействий, — и сами по себе причиной не являются.

#### Предикатный дуализм
Предикатный дуализм утверждает, что требуется более чем один предикат (когда мы описываем предмет суждения), чтобы понять мир, и что психологический опыт, через который мы проходим, не может быть заново описан в терминах (или сводится к) физическим предикатам естественных языков.

#### Пропетивный дуализм
Пропетивный дуализм (также известен как символический физикализм) утверждает, что сознание составляет группа независимых свойств, которые появляются из мозга, но оно не является отдельной субстанцией. Поэтому, когда материя организована соответствующим образом (то есть так, как организованы человеческие тела), появляются психические свойства.

## Дуализм в религии
Термин дуализм использовался с 1700 г. для характеристики иранского учения о двух духах и понимался как признание двух противоположных начал. Впоследствии ученые пришли к выводу о том, что дуалистические мифы широко распространены и имеют множество вариантов на всех культурных уровнях и во многих религиях.
В теологии дуализм обычно означает дитеизм (или битеизм), то есть убеждение, что существует два соперничающих друг с другом бога. Например, один злой, другой добрый; один покровительствует порядку, другой — хаосу.
Хотя дитеизм/битеизм подразумевает моральный дуализм, они не равнозначны, так как битеизм/дитеизм подразумевает (по крайней мере) двух богов, в то время как моральный дуализм не подразумевает никакого «теизма» вообще.
Дитеизм/битеизм в религии не обязательно предполагает, что она не может быть одновременно монистической. Например, зороастризм, являясь ярким представителем дуалистических религий, содержит в то же время монотеистические черты. Зороастризм никогда не проповедовал явный монотеизм (подобно иудаизму или исламу), являясь на деле оригинальной попыткой унификации политеистической религии под культом единого верховного Бога. Такие религии как зурванизм, манихейство, и мандеизм все были представителями дуалистических философий, но также и монистическими религиями, так как в каждой есть верховный и трансцендентальный Первый Принцип, из которого две равные, но противоположные сущности произошли.
Это также верно для известных гностических сект, таких как богомилы, катары и так далее. Их верования можно сравнить с маркионизмом, который утверждал, что Старый и Новый Заветы были работой двух разных враждующих богов, ни один из которых не был выше другого (оба были Первым Принципом, но разных религий).
Примером религиозного дуализма служит восприятию разума и тела как отдельных и потенциально независимых субстанций. Существует мнение, что склонность людей к дуализму такого рода развилась в ходе эволюции способностей к ментализации. Именно склонность к дуализму делает людей восприимчивыми к вере в сверхъестественное и загробную жизнь, в которой тело уходит в землю, а душа отправляется в рай.

## Дуализм в восточной мистике

Даосская монада, изображающая концепцию Инь-ян

Дуальность мира, представляющая собой взаимодействие двух полярностей, стоящих за сотворённой вселенной (света и тьмы, добра и зла и т. п.), отражена во многих символах. Наиболее известный из них — символ «инь-ян».
Идеями противопоставления света и тьмы изобилуют многие оккультные магические символы, но суть у них всё время одна: свет (ян) и тьма (инь) вечно возвращаются, следуя друг за другом, и порождают то, что китайцы называют «Десятью тысячами вещей», то есть мир сотворённый.

## Дуализм в физике
Под дуализмом в квантовой механике понимают свойство природы, состоящее в том, что материальные микроскопические объекты могут при одних условиях проявлять свойства классических волн, а при других — свойства классических частиц.